# Fendrik Ferenc
Fendrik Ferenc (teljes nevén: Fendrik Ferenc Gyula József; Zalaegerszeg, 1911. augusztus 24. – Budapest, 1985. október 29.) író, újságíró. Bulla Elma férje.

## Életútja
Fendrik József (1878–1930) városi számvevő, és Szalay Jolán római katolikus szülők fiaként született. Zenésznek készült, azonban inkább az újságírói pályát választotta. Első sikerét 1935-ben a Volt egyszer egy asszony című vígjátékának köszönhette. Négy évig élt Párizsban, ahol egy lapot is kiadott. 1945–1951 között a Magyar Nemzet szerkesztője volt, az újságban több színikritikája és novellája is megjelent. Írt vígjátékokat és szórakoztató regényeket, valamint számos drámáját színre vitték. 1985. október 29-én délben hunyt el súlyos betegség következtében.

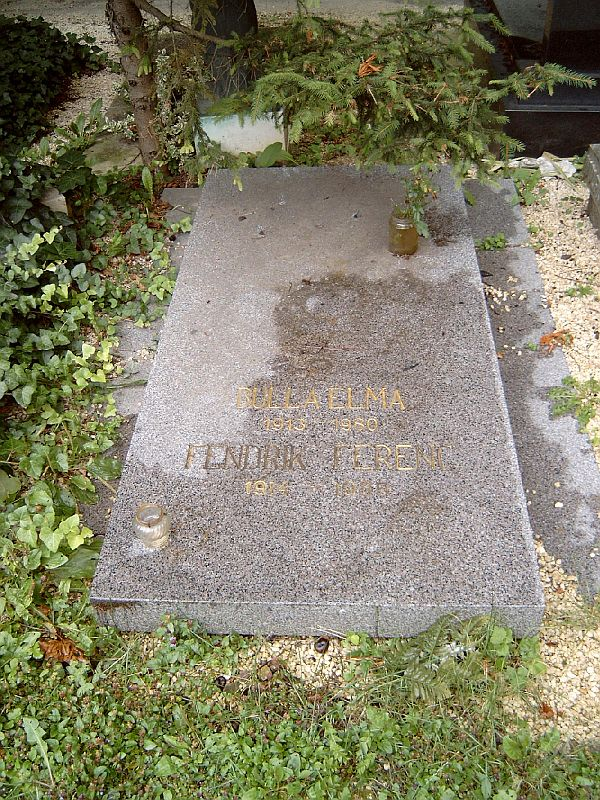
Bulla Elma és Fendrik Ferenc sírja Budapesten. Farkasréti temető: 25-1-52.

## Művei
- Volt egyszer egy asszony (1935)
- Okos házasság (1940)
- Őszi muzsika (regény, 1941)
- Aratás előtt (Szabó S.-lel, 1942)
- Szerető fia, Péter (Szabó S.-lel, 1942 k.)
- Vigyázz reám! (regény, 1942)
- Ha száműzik a szerelmet (regény, Budapest, 1943)
- Két boldog hét (vígjáték, Budapest, 1944)
- Az én fiam (1944)
- Nászinduló (regény, 1944)
- Sok katona és nyúl fagyott meg a mezőkön (regény, Budapest, 1945)
- Vera és családja (1947)
- Szombat délután, egyedül (elbeszélés, Budapest, 1968)
- Az ég teteje (regény és elbeszélés, Budapest, 1971)
- A halott cápa (elbeszélés, 1974)
- Séta a szivárványon (kisregény, elbeszélés, Budapest, 1974)
- Két szék esőben (elbeszélés, 1981)